# Ampil (Banteay Ampil)
Ampil es una comuna (khum) del distrito de Banteay Ampil, en la provincia de Oddar Mean Chey, Camboya. En marzo de 2008 tenía una población estimada de 12 515 habitantes.
Se encuentra ubicada al norte del país, cerca de los montes Dangrek y de la frontera con Tailandia.